# 羅伯特·雷馬克

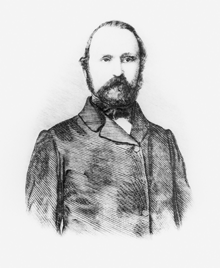
羅伯特·雷馬克

羅伯特·雷馬克（Robert Remak,1815年7月26日—1865年8月29日）是一位猶太裔德國的胚胎學家、生理學家與神經學家。出生於普魯士的波森。1833年進入柏林大學攻讀醫學。
1835年雷馬克首次签定黄癣（Favus，蜂窝癣）致病菌许兰毛癣菌（Trichophyton schoenleinii），但他没有立即发表而是把结果交给约翰·卢卡斯·舍恩来因，后者发表了关于这个致病菌的结果。因此，许兰毛癣菌的发现要归功于雷馬克与舍恩来因，还有另一位独立研究的匈牙利籍法国皮肤病医师大卫·格鲁比，他在1841年发表论文证实了羅伯特·雷馬克与舍恩来因的结果。。

## 外部連結
- Biography （页面存档备份，存于）
- Scientific biography （页面存档备份，存于）
- Short biography and bibliography （页面存档备份，存于） in the Virtual Laboratory of the Max Planck Institute for the History of Science